# Måleri (hantverk)

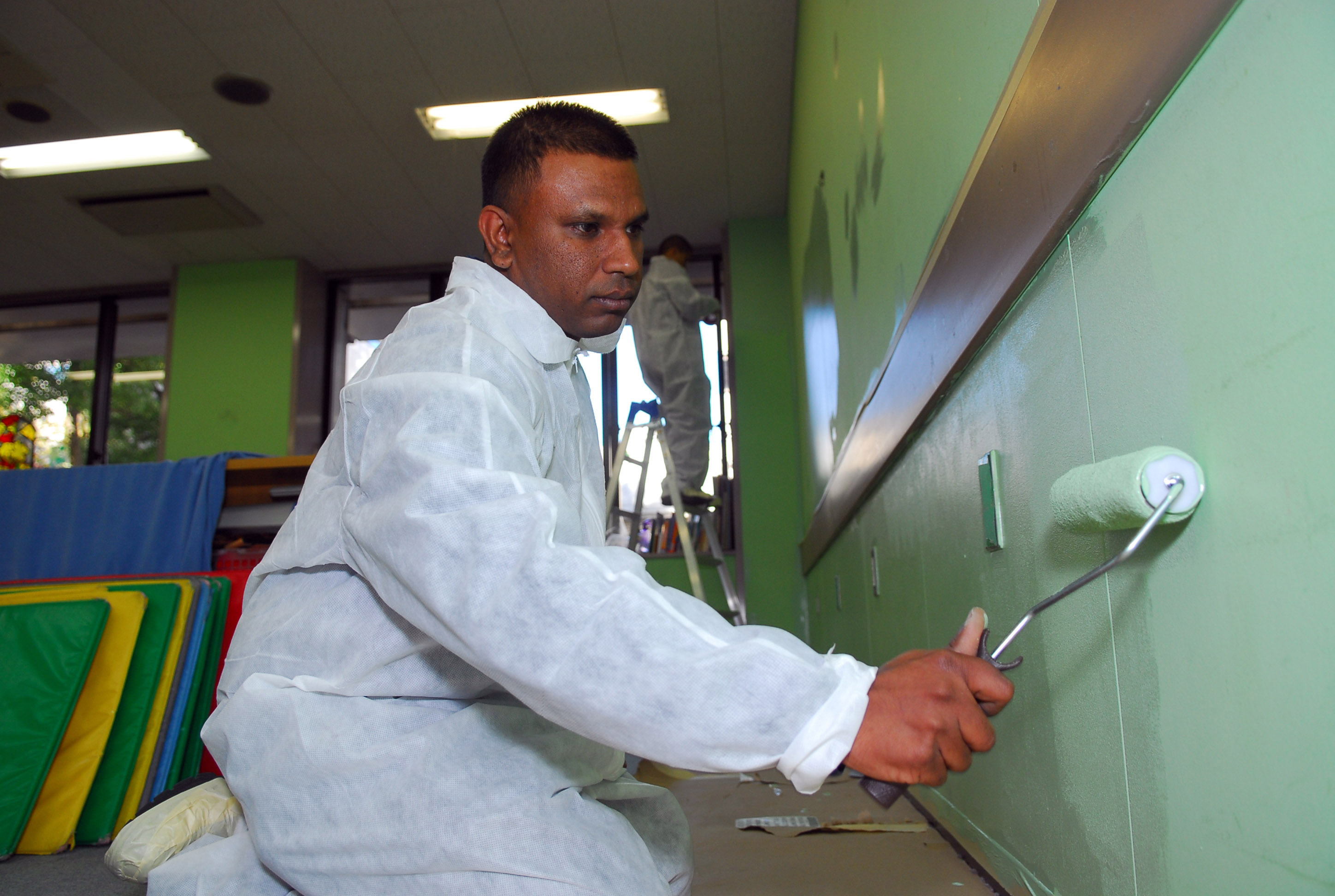
I dagens måleri är rollern ett viktigt verktyg.

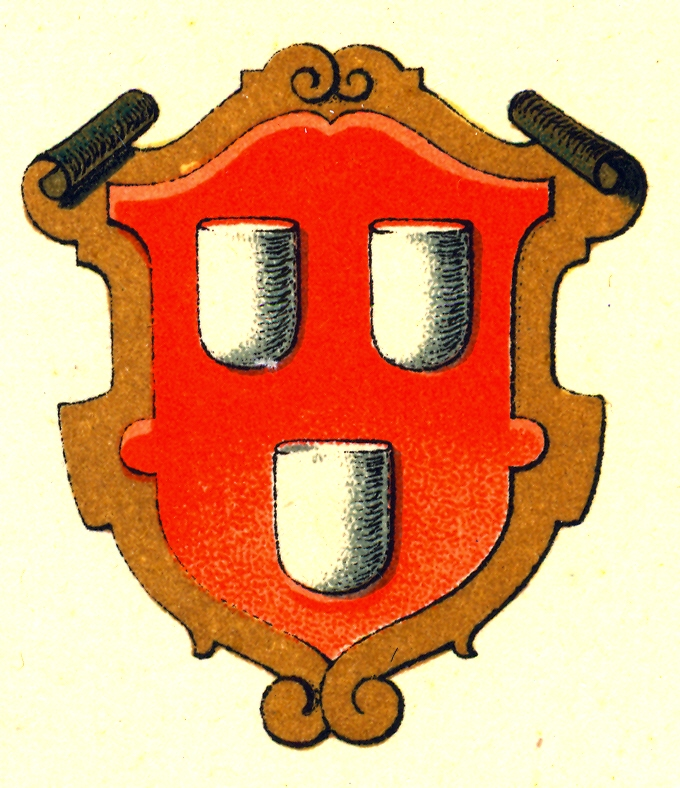
Måleriets skrå- och yrkessymbol är en stiliserad palett, här i en tysk variant från 1895.

Måleri är ett hantverk med lång historia. Dagens byggnadsmålare målar och tapetserar både invändigt och utvändigt i såväl nybyggnation som renoveringsobjekt. Tidigare var dekorativt måleri en viktig del av yrket, och även idag finns målare som specialiserat sig på detta. Nyare specialiteter är bland annat rostskyddsmålning.

## Måleriyrkets historia i Sverige
Även om man säkert har målat långt tidigare, så finns i Sverige de första tecknen på måleri som yrkesmässig verksamhet i de medeltida kyrkorna. Speciellt under 1400-talet fick många gråstenskyrkor nya valv och målades invändigt med bilder och ornament. Arbetet gjordes av kringvandrande målare, säkert med hjälp av ynglingar från bygden. Den mest kända av dem var Albertus med tillnamnet Pictor, som helt enkelt betyder målare. Han var verksam under det sena 1400-talet. Albertus ägde också en pärlstickar- eller broderiverkstad som levererade broderade textilier till framför allt kyrkorna. Många andra kyrkomålare är inte kända till namnet, men med hjälp av deras målningar kan man se vilken gruppering eller skola de tillhörde.
I de medeltida städerna var måleriet inte något självständigt yrke. I stället fanns mångkunniga hantverkare som även kunde arbeta med till exempel träsnideri och illustration av böcker. Man målade knappast i andra byggnader än kyrkorna, men däremot på skulpturer, altartavlor och skyltar.
Under 1500-talet var kungamakten den stora byggherren och de kungliga slotten gav arbete åt många hantverkare, däribland målare. Efter reformationen hade kyrkan och klostren förlorat mycket av sina tillgångar, och den yrkesgrupp som under medeltiden specialiserat sig på kyrkomålning ställdes utan arbete. Många sökte sig till slottsbyggena för att försörja sig, andra tvingades dit av kungens fogdar. Arbetsledarna var ofta hitkallade från Tyskland och Nederländerna, och det fanns bara en enda svensk som hade en ledande ställning inom slottsbyggnadsverksamheten. Hans namn var Anders Larsson, och tillnamnet Målare berättar hur han började sin bana.
Utanför slottsbyggena var målaryrket fortfarande ovanligt, och målarna hörde till de yrkesgrupper som bildade av myndigheterna stadfästa skrån relativt sent. 1585 bildades en skråorganisation i Stockholm och 1622 antog den nya stadgar under namnet Conterfeije och Målare Embetet. Som namnet avger samlade organisationen både byggnadsmålare och konterfejare, det vill säga porträttmålare som ofta även var skulptörer. Kring 1660 fanns det i Stockholm 10-15 skråanslutna målaremästare, medan elva andra städer hade en eller högst två målaremästare. Varje mästare hade rätt att hålla en mästersven (gesäll) och upp till tre lärpojkar och vid sidan av skrået fanns bönhasar, som ansågs olagligen fuska i yrket och därför riskerade att bli av med sina verkyg.

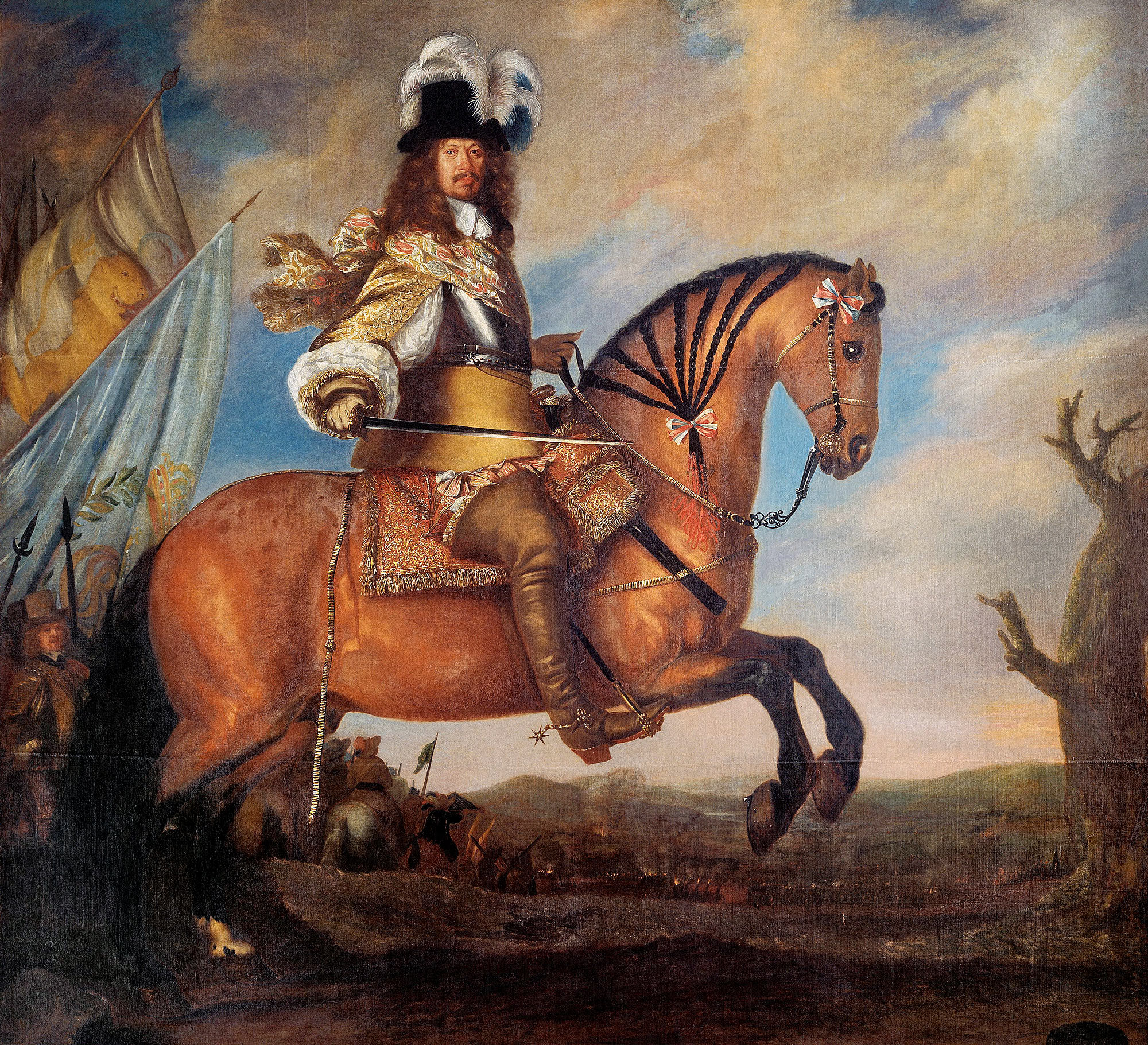
David Klöcker Ehrenstrahl - Carl Gustaf Wrangel (1613 – 76).

Under 1600-talet - Sveriges stormaktstid - byggdes en mängd palats av adeln, som också bekostade många kyrkodekorationer. Många målare var knutna direkt till adelsmännen eller kungahuset, och stod utanför skrået. Den mest framstående av dem var David Klöcker Ehrenstrahl. Han var hovmålare och blev adlad av Karl XI år 1675, med motiveringen att kungen ville "skilja en sådan konstnär från den gemena målarehopen".
Efter en nedgång under krigs- och kristiden i början av 1700-talet växte efterfrågan på måleri och det bildades målarämbeten (skrån) i flera städer. En växande medelklass i städerna hade råd att låta dekorera sina hem och församlingarna hade fått rätt att ta ut kyrkoskatt för att utsmycka sina kyrkor. I Västsverige utfördes under perioden 1720-1785 uppemot 500 kyrkoutsmyckningar, de allra flesta av målare som tillhörde Göteborgs Målareämbete. Det nya kungliga slottet i Stockholm inreddes med hjälp av franska konstnärer och konsthantverkare, som samtidigt fick uppdraget att utbilda svenska ynglingar. 1735 bildades för det ändamålet Kongl. Ritarakademien, där många svenska målare fick möjlighet att ta till sig nya tekniker och stilar, först och främst rokokon. Även på landsbygden blomstrade måleriet, och allmogemålare som ofta stod utanför skrået skapade dekorerade inredningar och möbler i storbondehem och bergsmannagårdar. Även de enklare hantverkare som arbetade med rödfärgning av byggnader stod utanför skrået.
1800-talet medförde stora förändringar i måleriets villkor. År 1820 fanns ungefär 500 yrkesmålare i Sverige, trettiofem år senare var de bortemot 1800 personer och år 1910 nästan 15 000. Det som varit ett litet exklusivt och konstnärligt inriktat hantverk växte på knappt hundra år till ett av de största hantverksyrkena. Det som målades var delvis de många nya byggnader som skapades för nya samhällsbehov - skolor, sjukhus, banker och liknande. Dessutom växte befolkningen kraftigt samtidigt som det blev allt vanligare att bo i målade och eller tapetserade rum. Mästarna i målarskrået kämpade hårt för sitt yrkes status men efter att skråsystemet avskaffats 1846 förlorade de gradvis kontrollen över vad som kunde krävas av en målare. Målarna var bland de första som organiserade sig i fackföreningar, och 1887 bildades Svenska Måleriarbetarförbundet.

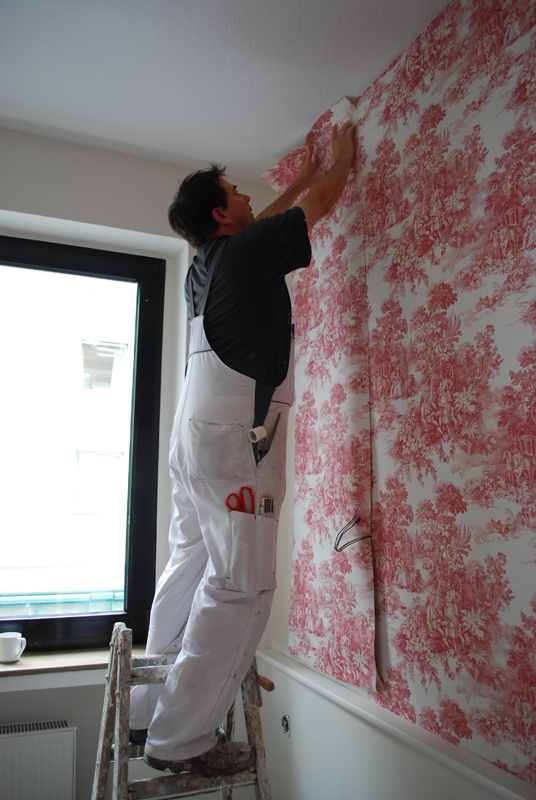
Att hänga tapeter är en del av målarens arbete.

Vid tiden för första världskriget var målaryrket fortfarande mycket varierat. Målaren kunde naturligtvis behandla ytor med olika underarbeteten fram till den slutliga färdigstrykningen, men svarade också för tillverkning och brytning av färgmaterialet. Även verktygen tillverkades ofta av målarna själva. Målaren förväntades också kunna välja både behandlingar, färgtyper och kulörer och utföra åtminstone enklare dekorationsmåleri. Femtio år senare var yrkets villkor helt förändrade. De flesta målare arbetade då inom en storskalig byggnadsproduktion där arbetet var tungt och enformigt och det inte fanns utrymme för någon egen kreativitet. Färgen tillverkades på fabrik, behandlingar och färgsättning föreskrevs i skriftliga bygghandlingar och målaren utförde allt oftare en och samma uppgift i många rum i stället för att ansvara för alla de arbetsmoment som krävdes.
Fram till 1920-talet fanns bara ett sätt att bli målare - att gå i lära hos någon målarmästare. Därefter inrättades yrkesskolor och verkstadsskolor som alternativ, och 1971 infördes en ny läroplan för måleriutbildning inom den nya gymnasieskolan. Idag sker målarutbildningen normalt inom gymnasiets treåriga byggprogram, men det är fortfarande möjligt att i stället få hela sin utbildning som lärling på måleriföretag. Inom målaryrket finns stora skillnader i arbetsuppgifter och kompetens. Det finns möjlighet att vidareutbilda sig i till exempel dekorationsmålning och måleridesign, och för att stimulera unga målare att utveckla sin hantverksskicklighet hålls vartannat år Yrkes-SM i måleri, med möjlighet att kvalificera sig till Yrkes-VM. År 2011 blev svensken Andreas Gärdin Hyttsten världsmästare i tapetsering.
Från 1900-talets mitt har det lanserats en mängd nya färgmaterial som gör det möjligt att utföra målningsarbete även för den som inte har utbildning och vana. När det gäller privatägda bostäder görs idag mycket måleriarbete, både utvändigt och invändigt, av husägarna själva, och mycket färg säljs till konsumenter via färghandlare och byggvaruhus.
Även om orden målare och måleri är gemensamma är hantverksmålare och konstnär idag två helt olika yrken, med olika arbetsuppgifter, utbildning och status. Dagens hantverksmålare förväntas inte kunna skapa bilder, och konstnärerna ägnar sig inte åt byggnadsmåleri.

## Yrkeshistorik i andra delar av Europa
I England formades ett målarskrå betydligt tidigare än i Sverige, och redan i slutet av 1200-talet finns dokument som nämner sådana sammanslutningar. Skråsystemet spelade sedan ungefär samma reglerande roll som i Sverige, tills det under 1800-talet upphävdes och ersattes av fackföreningar och arbetsgivarorganisationer.
I dagens Tyskland kallas yrket Maler und Lackierer. Utbildningen är treårig och delas efter två år upp i tre grenar:
- Målning och tapetsering, som innefattar gestaltning och underhållsmåleri
- Kyrkomåleri och byggnadsminnesvård
- Byggnads- och korrosionsskydd.[15]

## Teknik- och materialhistorik

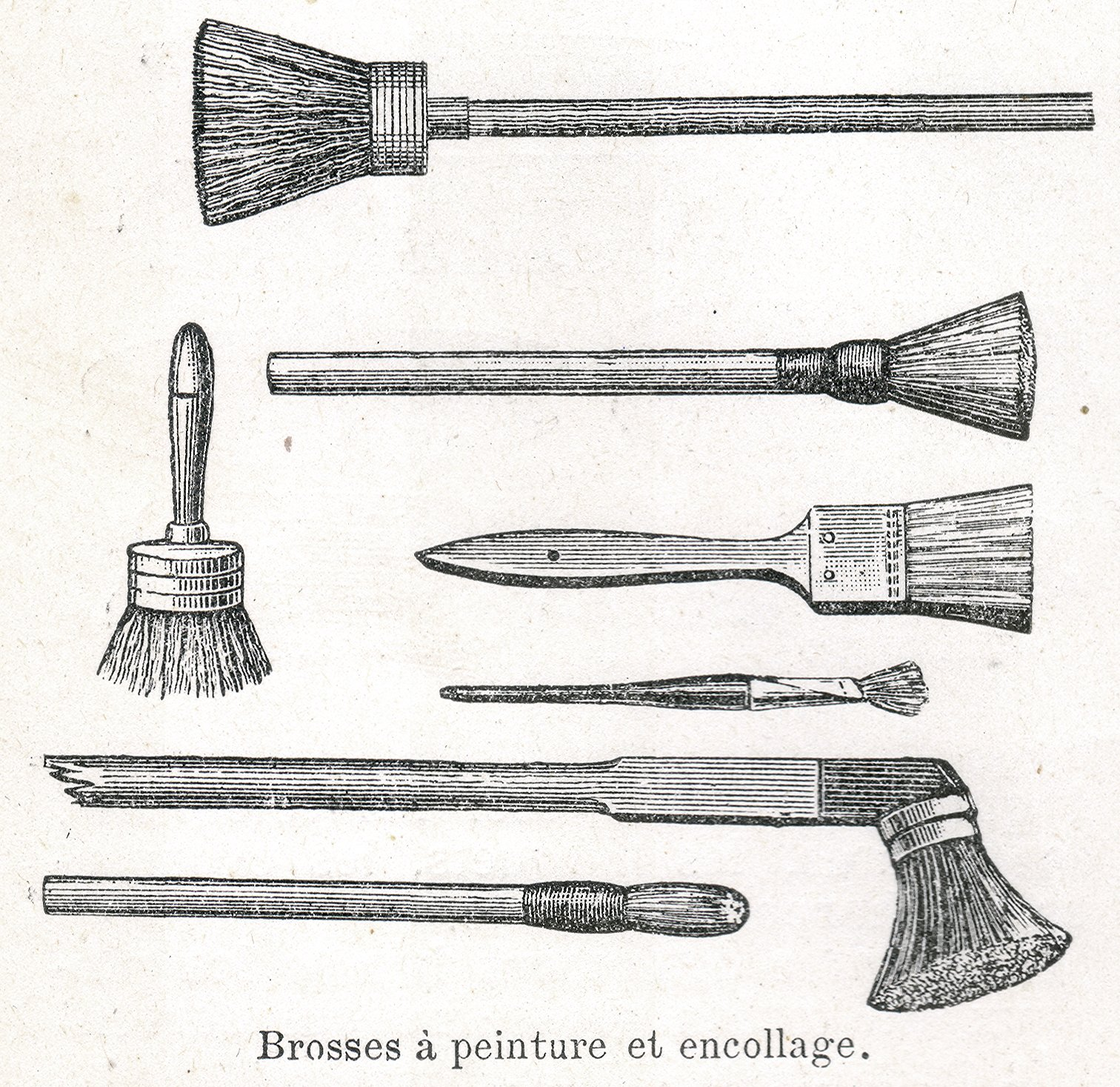
Penslar från tidigt 1900-tal

Sedan medeltiden har man målat putsade väggar och valv med kalkfärg. För målning på trä har man ofta sökt sina bindemedel bland vardagens organiska material, till exempel ägg, kasein eller något limämne. Sådana färger brukar kallas tempera (blandning). Viktigast bland de medeltida pigmenten var de hållbara och relativt billiga jordfärgerna, men man använde också blå och gröna kopparpigment samt de mindre hållbara pigmenten blygult, blymönja och cinnober. På femtonhundratalet fick man tillgång till organiska färgämnen (färglacker), och deras svenska namn, till exempel spanskgröna och ryssgult, avslöjar en internationell handel. Jordfärgerna förblev dock vanligast i ytterligare flera hundra år.
Mot slutet av 1600-talet skedde en viktig förändring i och med att man började använda oljefärg. Redan tidigare hade man ofta blandat linolja i sin äggtempera för att få en blankare yta, men nu började man i stället utföra dekorationsmåleri med ren oljefärg, oftast tillverkad av linolja med en tillsats av terpentin. Under 1700-talet slog oljefärgen igenom i Sverige även för sådant som möbler och snickerier, och man började måla panelade träfasader med linoljefärg i ljusa kulörer. Samtidigt levde de äldre färgtyperna kvar, och allmogemålarna använde ofta lättillgängliga och billiga bindemedel som till exempel svagdricka ("drickamålning") och skummjölk.
Från 1700-talets mitt utvecklades kemin som vetenskap, och därefter introducerades en mängd nya pigment. Det första av dem var berlinerblått, och efter att grundämnet krom upptäckts 1797 skapades en rad krombaserade pigment. Vid 1800-talets mitt började man tillverka organiska pigment av stenkolstjära och petroleum, och de ersatte så småningom de traditionella färglackerna. Från slutet på 1800-talet började man tillverka färg på fabrik, till en början bara speciella kvaliteter som till exempel lackfärg. Huvuddelen av all färg tillverkades dock fortfarande av målarna, och måleriet behöll många av sina traditionella drag ända till mitten av 1900-talet.
Från 1800-talets mitt utvecklades måleriet mot allt större perfektion. För att få fram riktigt släta ytor utvecklade man en teknik med spackling, slipning och strykning i flera skikt. Den yrkeskunskap som utvecklades under denna tid ligger till grund för målerihantverket ännu idag, även om både tekniker och material har förändrats. Från 1900-talets mitt ersattes de traditionella färgtyperna av nya, som latexfärg och alkydfärg. Det introducerades också en rad nya verktyg och tekniker, bland annat målning med roller och sprutning med sandspackel och användning av glasfiberväv som målningsunderlag. Idag tillverkas all färg på fabrik och bryts till rätt kulör i fabrikens eller färghandelns brytmaskiner.

## Måleri som ersättning för andra material

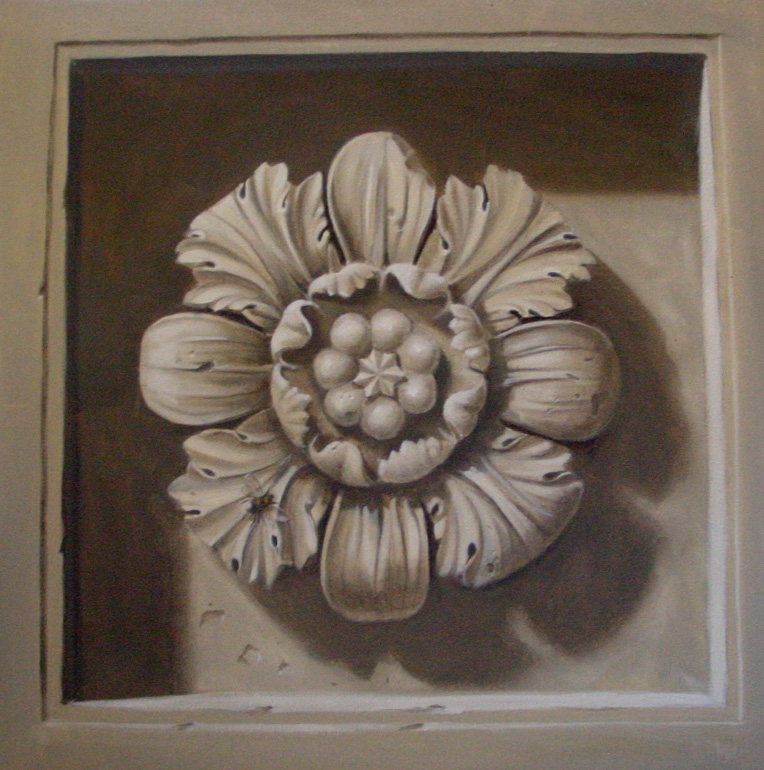
Grisaillemålning på slät yta ger illusion av tre dimensioner.

Målade ytor har mycket länge använts för att ge en illusion av andra, mer exklusiva material, eller åtminstone anknyta till (alludera på) deras utseende och därmed till deras status eller symboliska betydelse. I senmedeltidens Sverige var den förnämsta och högst värderade bildkonsten textil, och som en billigare ersättning målade kyrkomålarna ofta ett "draperi" längs väggens nederdel. Detta draperimotiv fortlevde långt framåt i tiden. Under 15- och 1600-talet anknöt målarna gärna till renässansens beslagsornamentik och målade former som påminde om bearbetad, till exempel rullad, metall. Man imiterade också stuckatur och stenhuggeriarbete genom att skapa illusionen av tre dimensioner med hjälp av målningstekniken grisaille.
Under det senare 1600-talets barock ville man gärna använda ädla träslag och äkta marmor, och när detta inte var möjligt använde man sig av imitationsmåleri. Ådring och marmorering var sedan viktiga inslag i måleriet ända fram till det tidiga 1900-talet och används även idag av dekorationsmålare och i byggnadsvården. När det på 1800-talet började bli vanligt med papperstapeter kunde den som inte hade råd med dem i stället låta schablonmåla sina väggar.
Även utvändigt har man målat för att efterlikna andra material. Riddarhuset, som stod färdigt 1674, blev förebilden för svenska adelsgårdar av rödfärgat timmer med grå knutar som imiterade sten och ockramålade fönster som imiterade ek. Under 1700-talet målades putsade herrgårdar med gul kalkfärg, och i en spridd bok med mönsterritningar rekommenderades att "trähus ska målas med gul oljefärg och knutar, lister och fönsterfodringar med en ljusgrå stenfärg, så vinner huset anseende såsom stenhus."
Det sena 1800-talets nya material och tekniker gjorde det möjligt att imitera olika trä- och stenarter med stor noggrannhet. Konsten att marmorera och ådringsmåla med tunna laserande oljefärger utvecklades i Frankrike och spreds genom böcker och planscher som visade färdiga imitationsmålningar och gav instruktioner till målaren. Många sådana planschverk kom från Tyskland, och 1895 utgavs den första svenska mönsterboken, utförd av marmoristen Per Malmén. Under de svenska storstädernas kraftiga tillväxt vid 1800-talets slut gjordes mycket imitationsmåleri i de nybyggda bostads- och institutionshusen, liksom på möbler och i de nya skärgårdsflottornas inredning.
Efter 1910 minskade imitationsmåleriets popularitet och i och med 1930-talets funktionalism blev det direkt gammalmodigt. Med 1970-talets förnyade intresse för hantverk kom ett uppsving även för imitationsmåleri och det utvecklades nya tekniker att marmorera och ådra med moderna färgtyper.

## Gifter och hälsorisker

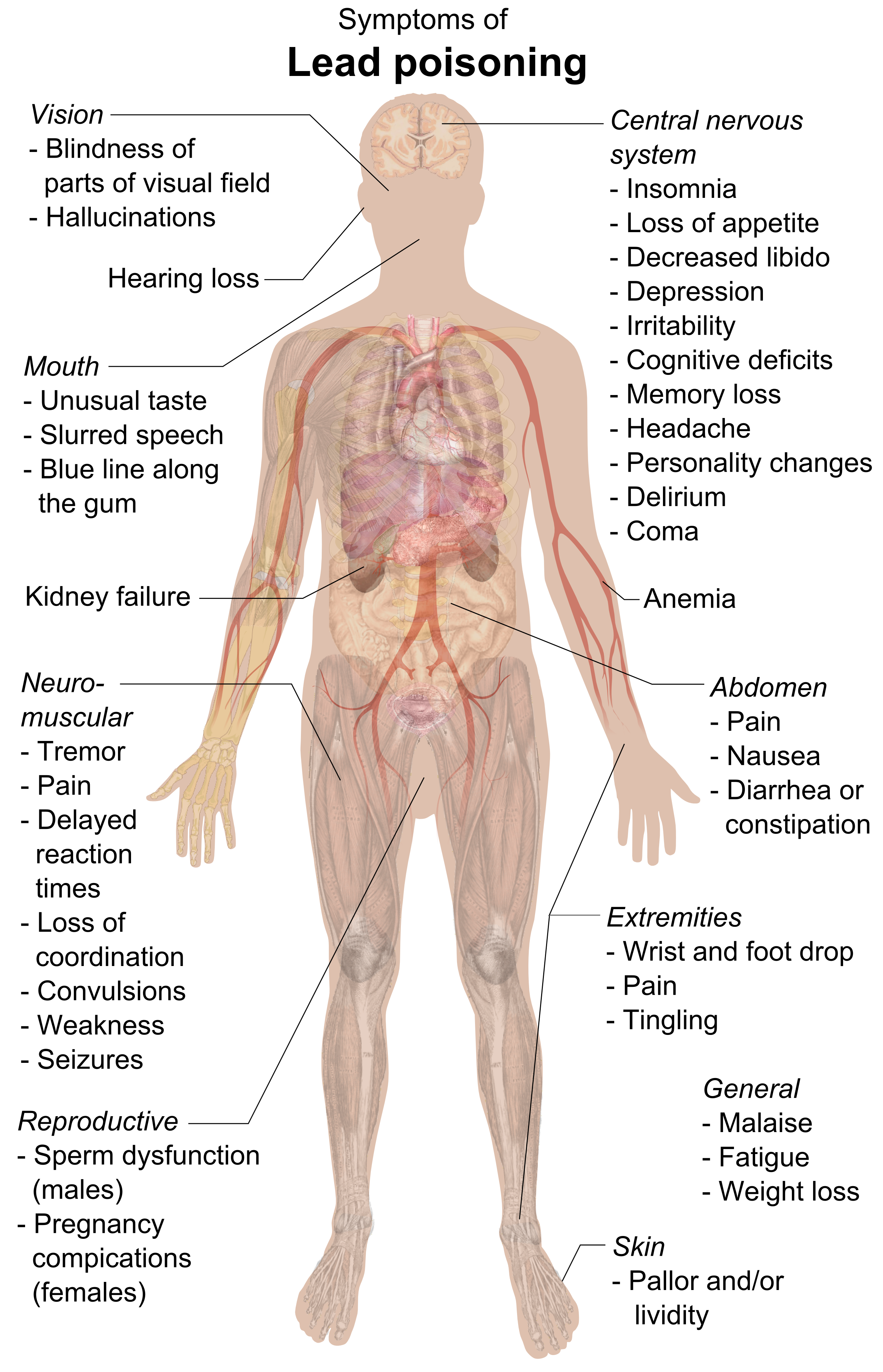
Symptom på blyförgiftning

Blyvitt, som länge var det dominerande pigmentet i linoljefärg, är giftigt, och detsamma gäller andra blyprodukter som tidigare användes som torkmedel i linoljefärgen. Målarna tillverkade själva sin färg, och det innebar att pigmenten måste finfördelas, rivas. Vintertid, när det var ont om annat arbete, kunde lärlingar och gesäller stå hela dagarna och riva blyvitt. Det giftiga dammet ledde till att många målare led av blyförgiftning, som kunde ge skador på olika organ och så småningom leda till döden. År 1860, när man utvecklat zinkvitt som ett alternativt vitt pigment, förbjöds invändig användning av blyvitt i Sverige, och 1921 antog den internationella arbetsorganisationen ILO en konvention med samma innebörd. För utvändigt måleri i Sverige användes blyvitt in på 1920-talet, då det ersattes av titanvitt.
Även andra traditionella pigment, till exempel blymönja och kvicksilverpigmentet cinnober, är giftiga. Under 1800-talet utvecklades nya pigment som innehöll ämnen vi idag vet är giftiga. Bland dem fanns det starkt gröna Schweinfurtergrönt, som innehöll arsenik. Det användes bland annat på för tapeter, och när de blev gamla och torra spreds damm som gjorde människor sjuka. Hur mycket av detta som berodde på arseniken blev aldrig klarlagt, och när man diskuterade risker tänkte man mer på dem som skulle bo i rummen än på målarna som hanterade tapeterna. Skräcken för arsenik ledde till uttrycket giftgrönt, och kring år 1900 införde Sverige säkerhetsbestämmelser som var stränga i jämförelse med övriga Europa.
1900-talets nya färgtyper och lösningsmedel ledde till nya risker i målarnas arbetsmiljö. Petroleumbaserade lösningsmedel som lacknafta blev mycket vanliga när man övergick från traditionella olje- och limfärger till alkydfärg. Lösningsmedlen angrep nervsystemets fettlösliga vävnader och under 1950-80-talen drabbades många målare av förgiftningsskador. 1987 förbjöds de lösningsmedelsburna färgerna i normalt invändigt yrkesmåleri i Sverige, och som ett alternativ lanserades vattenburen alkydfärg. 2016 har i stort sett all färg för professionell byggnadsmålning vatten som lösningsmedel. Omställningen har drivits fram inte bara av hänsyn till målarnas hälsa utan också genom EU:s krav på begränsade atmosfäriska utsläpp av organiska lösningsmedel (VOC-direktivet). Man har också rensat bort giftiga pigment och fungicider, men i stället innehåller färgerna allt flera andra ämnen som ibland misstänks ge upphov till allergier framför allt medan färgen torkar.

## Utvändigt måleri

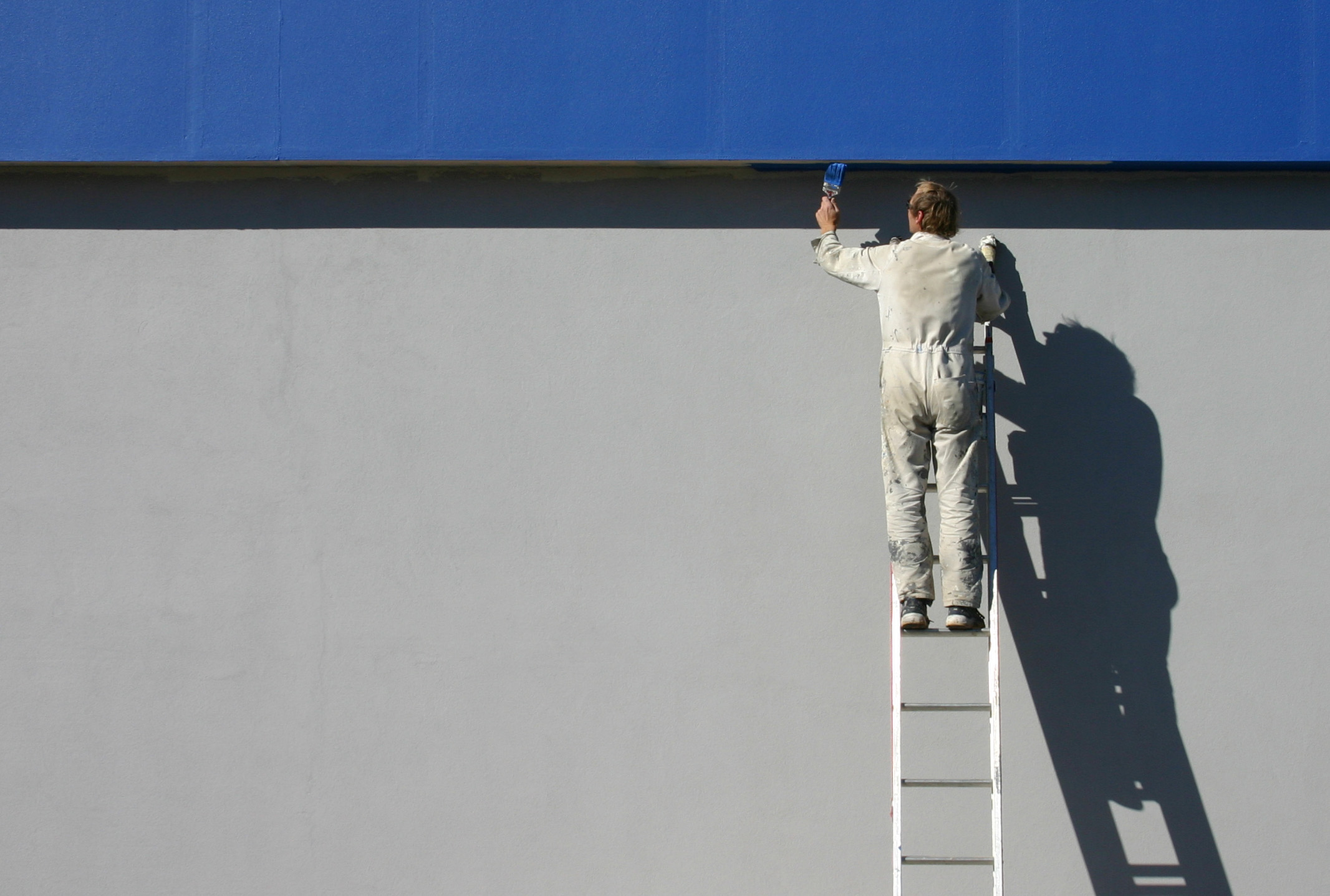
Målning av en byggnad.

Ofta sker målning av byggnader och andra fasta anordningar för att skydda ytor mot nötning från atmosfären, som vind, nederbörd och solblekning, och för att underlätta rengöring. Utöver detta målar man för att försköna, och vad gäller träbyggnader så har det syftet historiskt sett varit det primära. Det som i första hand skyddar både målade och omålade hus är konstruktivt träskydd. Om man väljer sina material med omsorg och ser till att det finns fullgod vattenavrinning och ventilation kan man förhindra många skador. I dagens tidspressade och trendkänsliga byggande är detta dock inte alltid fallet, och till skillnad från äldre tiders kraftiga virke använder man idag ofta tunna brädor som behöver målas för att inte brytas ned av solens ultravioletta strålning.